# Liverpool Stock Exchange
La Liverpool Stock Exchange est l'une des anciennes bourses régionales anglaises, qui ont connu une très forte activité au XIXe siècle avant de fusionner en 1973.

## Histoire
La Liverpool Stock Exchange a été fondée en 1836. L'institution a été d'abord connue comme l'Association des courtiers en action de Liverpool, qui se réunissait dans le Café des Marchands dans la rue de Chapelle, avant de se déplacer dans des locaux plus permanents sur l'Ouest de Change Street, se déplaçant plus tard vers Sweeting Street.

À ce moment-là, Liverpool était le marché principal pour le coton et un des plus grands ports anglais, négociant avec le monde entier, mais qui fut affecté comme les autres par la panique de 1837, née d'un excès d'offre de coton aux États-Unis et de faillites bancaires.
Sur le nombre de courtiers en action dans les bourses régionales anglaises recensé en 1836
, les neuf-dixièmes sont à Manchester et Liverpool avec respectivement 38 et 43 d'entre eux. Les deux villes vont conserver l'avantage dans les trois décennies qui suivent, en profitant en particulier de la bulle spéculative sur les chemins de fer en 1847.

Nombre de courtiers en actions dans les bourses régionales anglaises au milieu du XIXe siècle:
| Année     | Manchester | Liverpool | Birmingham | Bristol | Leeds | Bradford | Newcastle | Sheffield |    |
| 1845-1846 | 90         | 85        | 19         | 20      | 24    | nc       | nc        | nc        | nc |
| 1847      | 105        | 187       | 25         | 32      | 98    | 16       | 13        | 14        |    |
| 1853      | 66         | 32        | 13         | nc      | 33    | 6        | 9         | 17        |    |
| 1861      | 48         | 80        | 11         | 14      | 23    | 3        | 8         | 10        |    |

En 1843 une organisation rivale a été établie dans le grand port de la Côte ouest, le "Liverpool New Stock Exchange". Une année plus tard les deux se sont fusionnées et se sont installées dans les locaux de la Banque Royale dans l'Avenue de Reine.  Dans les années 1830 et 1840, ce sont les sociétés de chemin de fer qui ont contribué le plus au développement de la Liverpool Stock Exchange, mais aussi de la Bourse des valeurs de Manchester.
Comme les  sociétés de canaux, les sociétés de chemin de fer ont un actionnariat essentiellement local et stable, même pour les deux plus grands  chemins de fer de province, Liverpool et Manchester, qui a conservé un quart des actions entre 1826 et 1845Cottrell 2013, p. 37. La Liverpool Stock Exchange a 255 sociétés cotées en 1847, parmi lesquelles 193 sociétés ferroviaires anglaises, soit trois fois plus que Londres, qui en a 66. Liverpool a aussi 40 sociétés de chemin de fer étrangères et 8 banquesCottrell 2013, p. 38. Les actionnaires de Liverpool et Manchester s'intéressent ensuite aux lignes secondaires. De très local au début, dans les régions industrielles, le marché boursier anglais commence un peu à se nationaliserCottrell 2013, p. 38.
Plusieurs années plus tard en 1851 la Bourse acquis un bâtiment dans Dale Street" pour construire une nouvelle Bourse. Celle-ci a ouvert en mars 1879 et a continué à être le bâtiment de la Liverpool Stock Exchange jusqu'au début des années 1970, lorsque toutes les Bourses ont fusionné en 1973. Les opérations sur le parquet de Liverpool ont cessé en 1985.